# Geoffrey Thorndike Martin
Pour les articles homonymes, voir Martin.
Geoffrey Thorndike Martin est un égyptologue britannique né le 28 mai 1934 à South Ockendon et mort le 7 mars 2022.

## Biographie
Après avoir obtenu une licence en histoire ancienne à l'University College de Londres en 1963, Geoffrey rejoint Cambridge où il passe sa maîtrise en 1966.
Il participe à de nombreux chantiers de fouilles de la Société d'exploration de l'Égypte, notamment à Amarna où il étudie la tombe royale d'Akhenaton.
À Saqqarah, il dirige l'équipe de fouilles anglo-néerlandaise pour le compte du musée royal des Antiquités de Leyde. Il y a notamment redécouvert en 1975 la tombe qu'Horemheb s'était fait édifier avant son accession au trône, puis, en 1986, la tombe de Maya, dignitaire du règne de Toutânkhamon, célèbre pour avoir laissé des objets mentionnant son nom dans le viatique funéraire du jeune roi.
Après sa retraite, Geoffrey revient à Cambridge et est élu Fellow-Commoner du College en 1998.

## Publications
- Avec O. Tufnell et W. Ward, Studies on scarab seals, 2, scarab seals and their contribution to history in the early second millennium B.C., Warminster, Aris & Phillips, 1984 ;
- « Notes on a Canopic Jar from Kings Valley Tomb 55 », MGEM, Le Caire, IFAO,‎ 1985 ;
- The Hidden tombs of Memphis, Londres, Thames & Hudson, 1991 ;
- Avec Maarten J. Raven, David Al Aston, John H. Taylor et R. Walker, The tomb of Iurudef, a memphite official in the reign of Ramesses II, Fifty-seventh excavation memoir, Leyde, National museum of antiquities, décembre 1991.